# Yakpabo-Sakassou

Yakpabo-Sakassou est une localité située au centre de la Côte d'Ivoire. Elle est la sous préfecture du département de Tiébissou, dans la région du Bélier
Elle est un chef-lieu de commune.